# Mikko Kärnä
Mikko Kärnä (Espoo, 8 de desembre de 1980) és un diputat finlandès. Abans de ser elegit al parlament, Kärnä va ser alcalde d'Enontekiö des de 2012. Va ser candidat pel Partit del Centre en les eleccions parlamentàries del 2015 pel districte electoral de Lapònia com a suplent, però va ser finalment elegit després que Paavo Väyrysen preferís seguir com a eurodiputat.

## Biografia
Kärnä va créixer a Puolanka i a Kainuu. Es va graduar a l'escola secundària Oulun Lyseon lukio l'any 1998 i va completar el servei militar a la patrulla fronterera de Kainuu. L'any 2004, Kärnä es va graduar a la Universitat Nacional de Defensa de Hèlsinki. De 2004 a 2010 va estar treballant a la patrulla fronterera de Lapònia i va ser capità posteriorment de la d'Ivalo. De 2010 a 2011 va estar treballant a Inari com a director executiu de Kalottikeskus. Des de 2011 va estar treballant en el municipi d'Enontekiö, primer com a gerent de desenvolupament i després com a secretari municipal i com a alcalde. Està casat i té dos fills.

## Trajectòria política
L'assemblea municipal d'Enontekiö del Partit del Centre va presentar Kärnä com a candidat en les eleccions parlamentàries de 2015. i el Partit del Centre de Peräpohjola el va nominar com a candidat en el congrés del partit celebrat el 18 d'octubre de 2014. Kärnä va obtenir 3205 vots.
Kärnä s'ha descrit com a ferm defensor de l'autonomia regional, del poble sami i de la democràcia transparent. Els seus camps d'acció política van ser la política regional àrtica i un desenvolupament regional que salvaguardés la viabilitat de les regions perifèriques, així com els assumptes indígenes que, en la seva opinió, han de trobar una solució justa pels drets de tots els pobles. Tanmateix, la tardor del 2022 es feu públic un escàndol en què admeté que entre els anys 2008 i 2009 havia participat en dos blogs d'Internet, Lapinleuku i Hommaforum, que oferia posicionaments racistes, antiimmigració, negava l'origen d'arrelament històric dels samis i es mostrava contrari a les polítiques de normalització socioculturals i lingüístiques d'afavoriment a aquest grup humà minoritzat.
En el Parlament de Finlàndia, Kärnä ha estat membre del Comitè Administratiu, el Comitè de Medi Ambient, el Comitè Legislatiu i com a membre suplent dels Comitès d'Agricultura i de Silvicultura, així com membre de la Delegació Finlandesa en el Consell Nòrdic. A més, Kärnä és conseller adjunt de l'empresa Kemijoki Oy. així com vicepresident del Consell Assessor d'Assumptes Polítics. És també membre del Consell Assessor d'Enontekiö. i va treballar en el passat a l'Equip de Gestió de la Comissió Cinematogràfica de Lapònia. Mikko va participar com a diputat del Partit del Centre en les negociacions de govern sobre temes municipals, juntament amb Matti Vanhanen.
L'any 2017, arran de la Declaració d'Independència de Catalunya, Kärnä va felicitar el poble català i va assegurar que sotmetria una moció en el Parlament de Finlàndia per al reconeixement de la República Catalana.
L'abril de 2019 fou reescollit membre del Parlament de Finlàndia per Lapònia.